# 홍삼

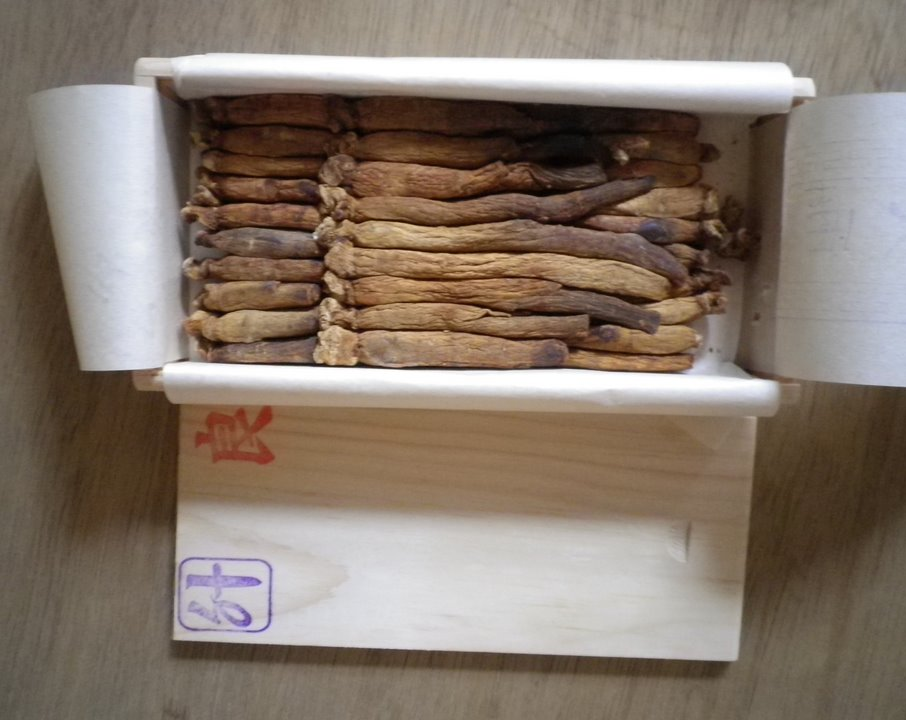
홍삼

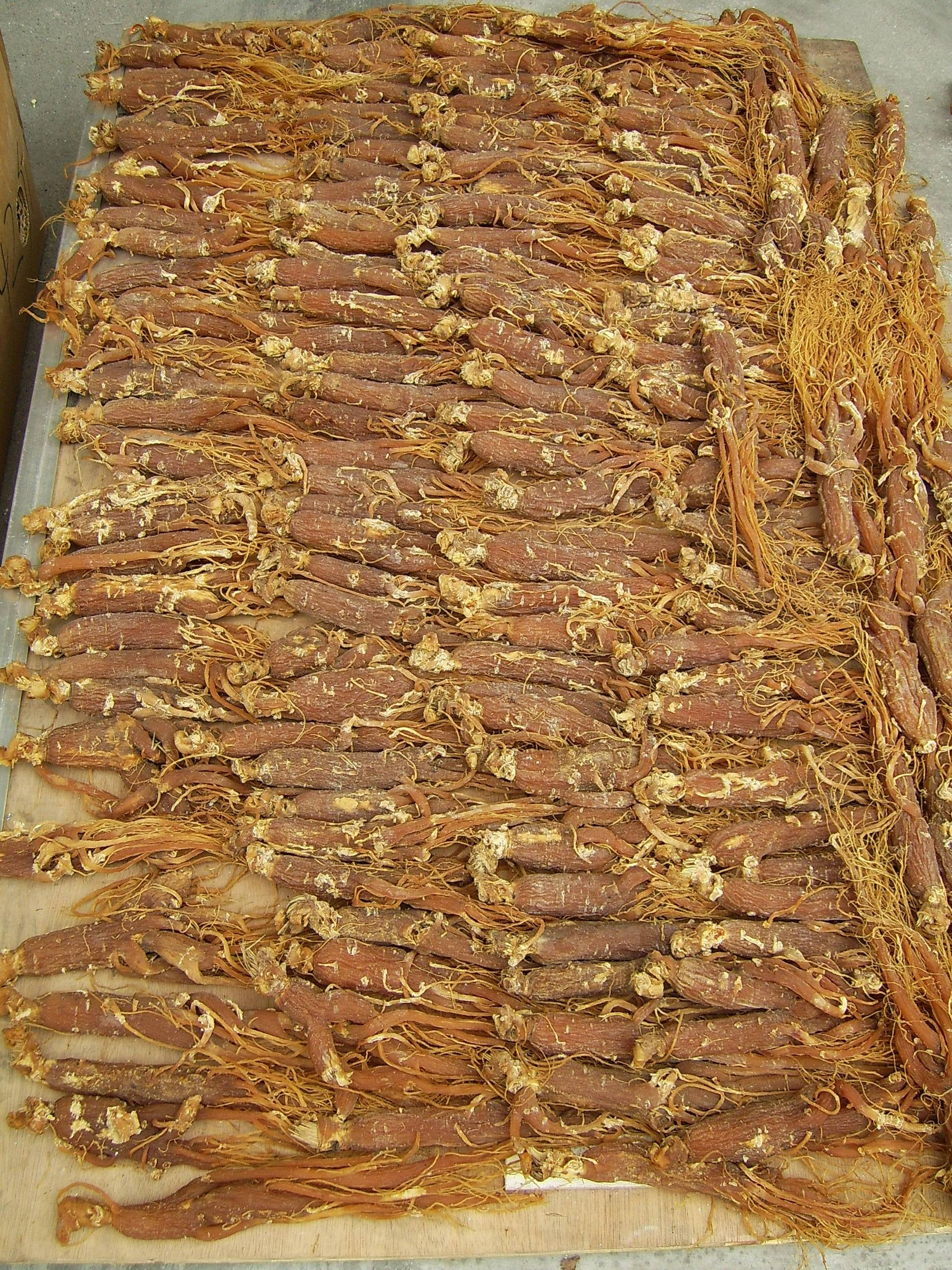
홍삼

홍삼(紅蔘, 영어: hongsam, Korean red ginseng)은  한약의 일종으로, 인삼  Panax ginseng C. A. Meyer (두릅나무과 Araliaceae)의 뿌리를 찐 것이다. 의약품으로 이용시, 홍삼은 정량할 때 환산한 건조물에 대하여 진세노사이드 Rg1  (C42H72O14 : 801.01) 0.10 % 이상 및 진세노사이드 Rb1 (C54H92O23 : 1109.29) 0.20 % 이상을 함유한다. 

## 효능
인삼은 가공법에 따라 홍삼과 백삼으로 구분되는데, 홍삼은 한의학 이론에 근거하여 인삼을 증기로 찌어 수치(修治)해서 만들어진다. 이러한 수치(가공법)의 의의에 대해서는 학설이 다양하다. 한의학서적을 살펴보면, 이시진은 본초강목에서 백삼으로 사용하는 경우와 홍삼으로 사용하는 경우 효과와 약성이 달라지며, 증상에 맞추어 이들을 알맞게 사용해야 한다고 주장하였다. 반면 진수원(陳修園)은 홍삼과 인삼의 효과 차이는 과대 평가되었으며, 실제로 인삼의 효과와 크게 차이가 없으니 주의해서 사용해야 한다고 주장하였다.
일제의 탄압에 의해 민간에서 홍삼의 제조가 불가능해짐에 따라 한의원에서의 홍삼의 활용이 위축되었다. 하지만 일선 한방의료기관에서는 환자의 증상과 체질에 따라 인삼(백삼)의 부작용이 우려되거나, 홍삼이 적절하다고 진단되는 경우에 홍삼을 응용한다.
현대의 한 연구는 백삼이든지 홍삼이든지 암 발병확률을 줄여주며, 일부 효과는 홍삼이 더 높다고 한다. . 그 이외에 현재 실험을 통해 알려진 홍삼의 효능으로는 숙취제거, 노화방지, 항피로와 항스트레스효과, 혈액순환, 면역기능, 골다공증 예방, 빈혈치료, 남성불임치료효과, 고혈압 및 당뇨병 개선 등이 있다.

## 역사

### 고려시대 인삼의 증숙
홍삼의 제조 역사가 1000년이 넘는 것으로 전하고 있지만, 역사적으로 고려도경(高旅圖經)(1123, 고려 인종 원년)에 산삼을 증숙(蒸熟)한 것과 날 것(백삼을 가리킴)이 있다고 한 데서 유래된다.
특히, 백삼의 제조가 대부분이었던 조선시대에서 홍삼의 제조량이 급격히 늘어난 것은 조선 후기, 영/정조시대, 중국과의 인삼교역도중, 백삼은 기름기 있는 음식을 많이 먹는 중국인에게는 복용시에 위통을 일으킨다는 오해로 인하여, 그러한 오해를 불식시키기 위해서 인 것으로 전해진다.

### 홍삼 전매법(독점생산) 시행
5년(고종32)에 포삼(包蔘 : 홍삼)법이 공포되었으며, 조선말기, 정국의 혼란함과 동시에 상업 또한 열강들의 침탈이 시작되었고, 그 결과 1899년에는 대한제국 궁내부 삼정과 설립하여, 상인들이 독점하던 인삼에 대한 국가사업회가 시작되었지만, 1900년부터 일본의무역회사인 미쓰이(삼정)가 독점권을 위탁 받아 중국과 무역하여 일제침탈의 경제적 도구로 사용되었다.
특히, 1908년 1월에는 미쓰이(三井)가 타 상인단체의 시장진입을 막기 위해 연구하였고 그 후 조선통감부(1910년부터는 조선 총독부)의 압력으로 인하여, 홍삼전매제를 실시하게 되었다. 이로 인해, 홍삼의 제조가 불가능해진, 민간에서는 조직적인 대항을 위해 1908년 3월 풍기삼업조합이 설립되었고, 1910년에는 개성삼업조합이 설립되는 등, 본격적으로 일제의 경제적 침탈에 대비하였지만, 홍삼이 전매제가 시행되어 제조가 불가능해지자 1996년 6월 31일까지 백삼 및 태극삼의 가공에만 전념하게 되었다.
그 후, 일제는 중국과의 무역과 자국에서의 수요량 충족을 위해 전매제를 확대하고, 1928년에는 '고려삼'이라고 표기하였다.

### 전매법 폐지로 누구나 가공 판매 가능
광복 후, 1948년에는 대한민국 재무부의 전매국으로 통합된 홍삼 전매권은 그 후 1996년 7월 1일에 이르러서야 전매제가 폐지되어 민간인도 일정 시설을 갖추면 홍삼을 제조 판매할 수 있게 되었다.

## 부작용과 복용법

### 부작용
한의학에서 인삼 및 홍삼은 구체적인 증상과 체질에 대한 고려하에서만 처방된다. 특히 민간에는 인삼을 만병통치의 오묘한 약으로 여겨, 병과 무관하게 인삼의 복용을 권하는 풍습이 있어왔다. 때문에 한의사들은 예전부터 "하늘아래 사람을 해치는 것으로써, 집안을 망하게 한다고 해서 사람을 죽이지는 않고, 사람을 죽이는 재앙도 꼭 온 집안을 망하게 하지는 않는다. 먼저 집안을 망하게 하고 결국 사람도 죽게하는 것은 오직 인삼(을 아무때나 먹는 관습)뿐이다."고 하였다. 그렇기 때문에 "의사라면 환자의 증상을 잘 살펴보아서 꼭 인삼을 써야하며 인삼을 쓰면 반드시 좋아질 경우에나 인삼을 써야 한다."고 주장하였다.
서양의학에서의 보고로는 1979년 Siege는 인삼제품의 과량 복용 (일평균 3g에서 15g이상)시 고혈압, 신경질, 불면, 피부발진, 아침 설사 등의 인삼오남용증후군(ginseng abuse syndrome : GAS)사례가 발생한 경우가 있다.

### 저장기간
홍삼을 만들기 위해 수삼을 냉장, 동결, 밀폐 저장 후 홍삼 제조시 일부 옹피가 발생하고 조직의 경화가 진행되며, 홍삼의 품질변화를 조사한 결과 5주째부터 곰팡이의 발생증가와 amylase활성이 증가하였고, 10주째에는 51.2%에서 곰팡이가 발생하였다고 보고하였다. 보존을 위해 가스를 이용한 CA저장방법을 사용해도 여전히 12주 경과부터 곰팡이가 발생하기 시작하였고, 기능성 포장재를 사용한 MA포장에서도 8주에서 12주 경과부터 곰팡이가 발생하였다. 이중 특히 가스를 사용한 포장법은, 유효성분인 total saponine이 크게 감소하여 홍삼의 포장방법으로 부적절하다는 논의가 있다.
반면 홍삼을 2차 살균하고 저장한 후, 원심분리 여과하여 얻어진 상징액을 가지고 성분변화를 조사할때, 열처리와 저장기간중 조사포닌 함량과 ginsenoside-Rb1, Rg1, Re의 함량은 감소한다. 전분의 함량은 원료에 비하여 65.3%~32.8% 감소하고, 무기성분 중 Cu, Ca, Fe의 함량이 감소하였다. pH는 상징액과 침전물 모두 열처리와 저장기간중 감소하였다.
하지만, 또다른 학회지에 따르면 기간에 따른 사포닌 함량및 TLC 분석패턴 비교를 통해 연도별 제조 저장 홍삼의 사포닌 성분은 종류뿐 아니라 각 성분의 함량패턴도 거의 같아서 같은 등급의 홍삼의 경우 사포닌 함량의 변화가 거의 없음을 알수가 있다. 또한, 항산화 효과 활성의 경우는 오히려 저장기간이 증가됨에 따라(0~9년경과) 그 효과가 현저히 증가함을 알 수 있다. 이는 홍삼의 노화억제효과와 상관성이 있을 뿐만 아니라 홍삼자체에 함유된 지방질성분들의 산화를 억제시켜 장기 저장기간중 홍삼의 품질 안정성에도 크게 기여하는 것으로 판단된다.

### 복용법
5주 이상 보관시 곰팡이가 발생하기 시작하므로, 진단과 처방에 따른 홍삼복용이라 하더라도 1달 이내에 복용하는 것이 가장 좋다. 따라서 한의원에서 탕전하는 탕약의 경우에도 2주에서 1달 이내에 복용하도록 지도하는 것이다.
그런데 시중 유통되는 홍삼전탕액의 경우, 유통기한이 1달 이내가 아니다. 방부제가 들어있지 않고 진공포장을 하여 유통기간이 1~2년으로 되어있다. 수용성 유효성분은 시간이 지날수록 감소하게 되어 있으므로, 이러한 시중제품을 소비자가 구매할 경우, 상당부분 유효성분이 감소하여 있는 경우가 대부분이다. 따라서 효과가 없는 경우가 많다. 따라서 한의사의 진단하에, 제조된 직후의 홍삼을 한의사 감독하에 복용하는 것이 가장 올바른 복용법이다.

## 기타
증기로 찌지 않고 그대로 햇볕에 말리기만 한 인삼을 백삼이라 한다.

## 같이 보기
- 인삼속
- 진세노사이드
- 엘루테로사이드(영어판)
- 개성상인 - 인삼의 대량 증폭(蒸暴)기술을 개발하여 홍삼의 대량생산 시대를 이끌었다
- 홍삼 연근논쟁 - 4년근이 5~6년근보다 오히려 진세노사이드(인삼사포닌) 함량이 높다는 사실에 대한 논쟁